# منى منصور (كاتبة مسرحية)
منى منصور كاتبة مسرحية وكاتبة سيناريو أمريكية من أصول شرق أوسطية. كانت عضواً في مجموعة الكتاب الناشئين في المسرح العام في نيوريورك، وكاتبة أساسية في مركز المسرحيين في مدينة منيابولس. وهي حالياً كاتبة مسرحية مقيمة في مؤسسة New Dramatists. غالبًا ما تكتب عن الشرق الأوسط، وقد تعاونت عادةً مع المخرج الإنجليزي مارك وينج ديفي.
بالإضافة إلى عملها المسرحي كتبت في البرنامجين التلفزيونيين Queens Supreme وبرنامج Dead Like Me.

## جوائز
- 2012 جوائز وايتنج.
- 2013 جائزة Sky Cooper New American Play عن The Way West.
- 2014 جائزة أمريكا الشرق الأوسط للكاتب المسرحي.

## روابط خارجية
- موقعها الرسمي.
- ملفها الشخصي في مؤسسة وايتنج.